# (6072) Hooghoudt
(6072) Hooghoudt (1280 T-1) – planetoida z pasa głównego asteroid okrążająca Słońce w ciągu 5,6 lat w średniej odległości 3,15 j.a. Odkryta 25 marca 1971 roku.